# Cervera del Maestre
Pour les articles homonymes, voir Cervera.

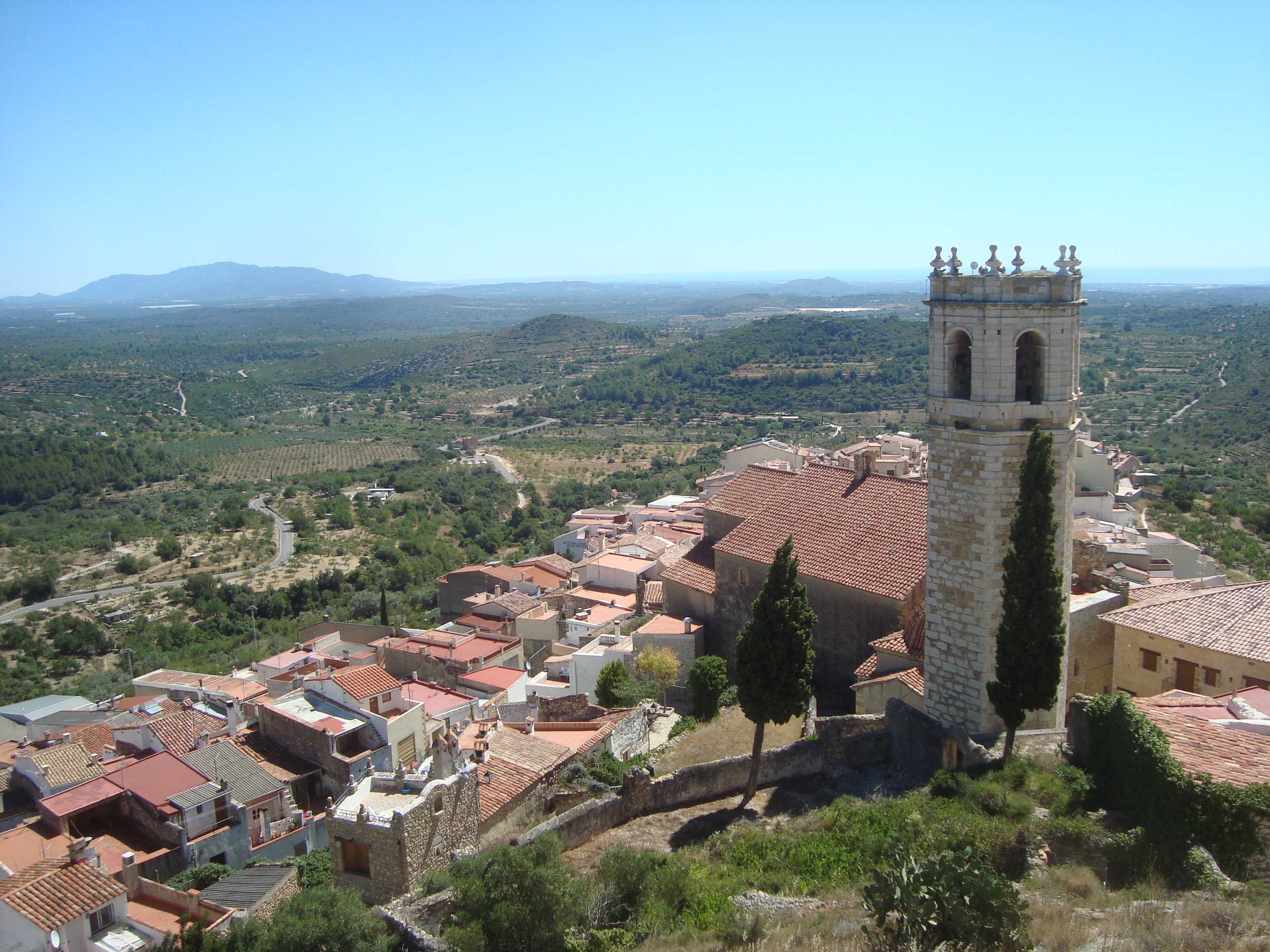
Cervera del Maestre

Cervera del Maestre, en castillan et officiellement (Cervera del Maestrat en valencien), est une commune d'Espagne de la province de Castellón dans la Communauté valencienne. Elle est située dans la comarque du Baix Maestrat et dans la zone à prédominance linguistique valencienne. Elle fait partie de la mancomunidad de la Taula del Sénia.

## Géographie

Localisation de Cervera del Maestre
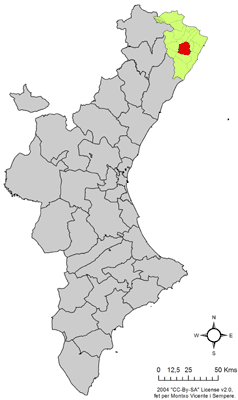
dans la Communauté valencienne.
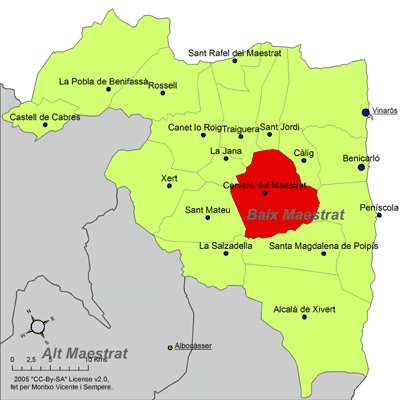
dans la comarque du Baix Maestrat.

Cervera est entourée d'un paysage typique de pays sec. Elle est montagneuse, avec une altitude moyenne de 316 m. Ses sommets les plus élevés sont Revoltons (635), Perdiguera (516) et Mola (481). Le terrain est de nature rocheuse et argileuse. Le climat est un climat de transition entre le climat méditerranéen et le climat continental.
Elle possède une végétation à base d'yeuses. Les terres cultivables du territoire  sont consacrées surtout aux cultures adaptées à la sècheresse: amandiers, caroubiers et oliviers; les cultures irriguées sont rares, sauf un peu celle de l'artichaut, quelques agrumes et des légumes.
On accède à cette localité depuis Castellón en prenant la AP-7 puis la CV-135.

### Localités limitrophes
Le territoire de Cervera del Maestre est voisin des localités suivantes :
La Jana, Traiguera, San Jorge, Càlig, Peníscola, Santa Magdalena de Pulpis, La Salzadella et Sant Mateu toutes dans la province de Castellón.

## Histoire

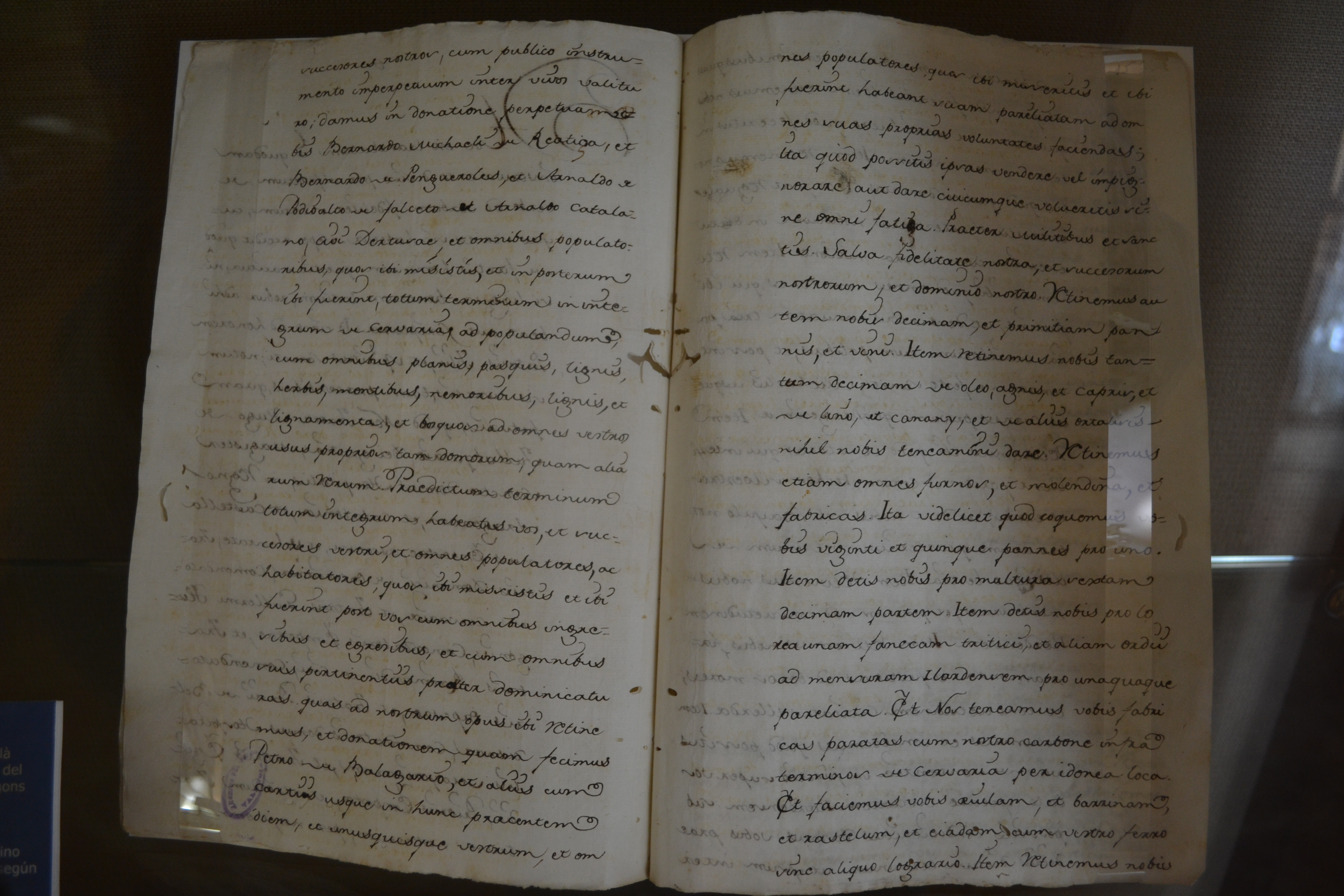
Charte de peuplement de Cervera del Maestre (1235)

Cervera del Maestre a une histoire ancienne comme le démontrent de nombreux gisements archéologiques. La ville a été fondée par les grecs phocéens en 331 av. J.-C. Au Mas d'Aragó, on peut voir les restes d'une villa agricole romaine. 
Le village est aujourd'hui encore dominé par le château construit au XIe siècle.

### Le Hospitaliers et l'ordre de Montessa
Le château a été le centre du territoire du bailliage de Cervera, qui fut donné, avant la reconquête par Ramón Berenguer IV au Hospitaliers de l'ordre de Saint-Jean de Jérusalem. Cette donation a été confirmée  par le roi Jacques Ier le Conquérant en 1235. Elle comprenait les villages de Traiguera, La Jana, Chert, Carrascal, Cálig, La Barcella, Rosell, San Mateo, Canet lo Roig et Más de los Estellés. En novembre 1233, les hospitaliers signèrent une charte de repeuplement (Charte de peuplement) avec les musulmans ; ils en accordèrent une autre pour les chrétiens de tout le district en 1235. En 1250, l'Ordre accorda une nouvelle carta puebla (charte de repeuplement) uniquement pour la ville. En 1317, la ville passa aux mains de l'Ordre de Montesa; ce fut le moment d'un grand développement de l'activité commerciale. Au XIVe siècle, ses revenus ont été donnés à la Mesa Maestral ; la ville resta attribuée au grand maître jusqu'au XIXe siècle.

## Démographie
Le maximum du nombre d'habitants a été atteint en 1900 avec 2.525 habitants et depuis ce nombre est descendu jusqu'à 767 en 1994.
| 1990 | 1992 | 1994 | 1996 | 1998 | 2000 | 2002 | 2004 | 2005 | 2007 | 2013 |
| ---- | ---- | ---- | ---- | ---- | ---- | ---- | ---- | ---- | ---- | ---- |
| 831  | 779  | 767  | 746  | 730  | 711  | 661  | 640  | 663  | 724  | 711  |

## Administration
| Liste des maires |                            |           |         |
| Période          | Identité                   | Parti     | Qualité |
| 1979-1983        | Vicente Cardona Paüls      | UCD       | -       |
| 1983-1987        | Joaquín Adell Besalduch    | PSOE      | -       |
| 1987-1991        | José Ballester Salvador    | PP        | -       |
| 1991-1995        | José Ballester Salvador    | PP        | -       |
| 1995-1999        | José Ballester Salvador    | PP        | -       |
| 1999-2003        | Carolina Salvador Moliner  | PP        | -       |
| 2003-2007        | Antonio Lluch Cardona      | PSPV-PSOE | -       |
| 2007-2011        | Antonio Lluch Cardona      | PSPV-PSOE | -       |
| 2011-2015        | Adolfo Sanmartin Besalduch | PSPV-PSOE | -       |

## Économie
Les principales activités économiques sont l'agriculture de climat sec (caroube, olivier et amandier) et l'élevage (avicole et porcin). Il n'existe que peu d'industrie (artisanat, ébénisterie).

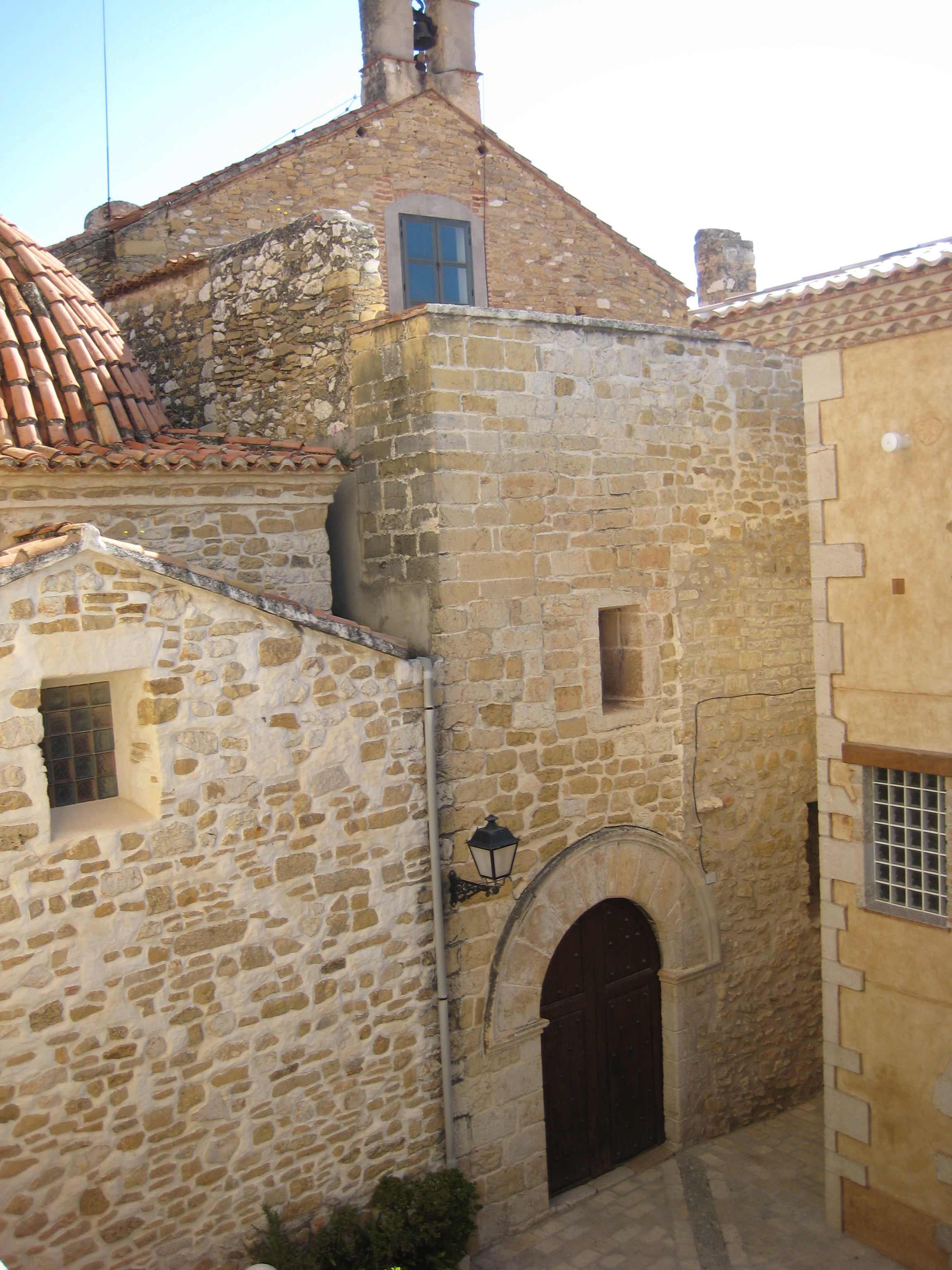
Église de l'Assomption

## Sites et monuments

### Monuments religieux
- Ermitage de San Sebastián. Construit originellement comme hôpital, c'est un édifice de plan carré, trois nefs inégales et des arcs irréguliers en plein cintre et arcs en ogive sur des piliers octogonaux. Singulier dans toute la Communauté Valencienne.
- Église paroissiale. Elle est dédiée à l'Assomption de la Vierge; elle est insérée dans la trame urbaine; on y accède par deux volées d'escaliers qui donnent accès aux deux portes. Elle a une nef unique avec deux chapelles latérales. Le portail est simple, avec un arc en plein cintre sur des impostes. À l'intérieur on peut noter un autel dédié à la Virgen de la Costa, avec une statue en bois du XVIe siècle et une croix processionnelle gothique. Détachons la tour du Clocher, baroque, hexagonale, en pierre et à deux corps: l'inférieur massif et le supérieur avec des ouvertures entre les piliers.

### Monuments civils

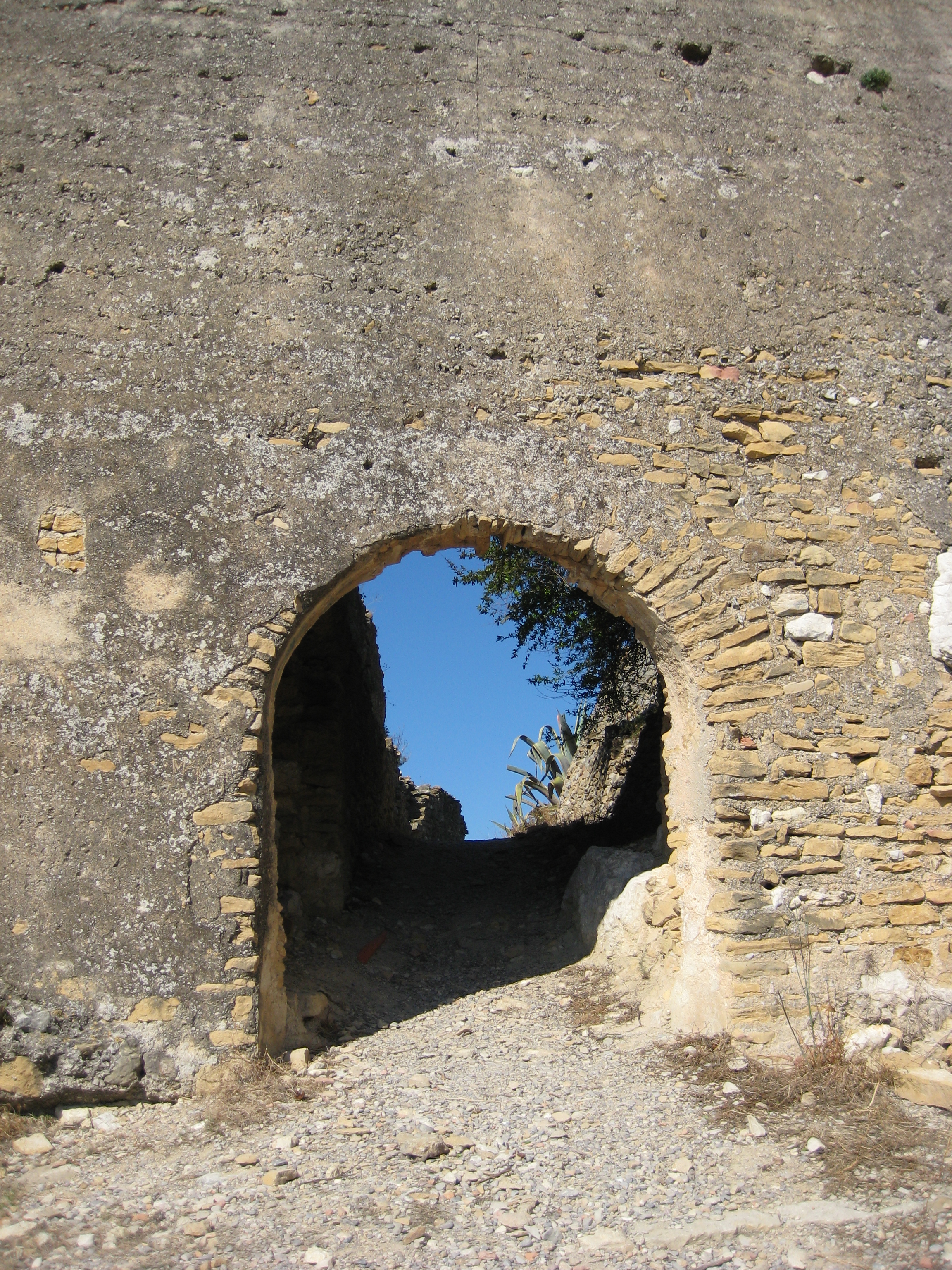
Porte du Château

- Molino Aceitero ou Molí de l'Oli (moulin à huile). Antique moulin à huile qui est conservé parfaitement et qui actuellement abrite un Musée de l'Huile. il est du XVe siècle.

- Castillo de la Maestranza de Montesa. Le château est d'origine arabe, de plan irrégulier, avec plusieurs enceintes non concentriques, construit au XVIe siècle sur les fondations d'un château ibérique. On peut voir les courtines des murailles, dressées sur le rocher du monticule, mais partiellement arasées. À l'intérieur, on trouve les restes d'une citerne, les voutes des anciens fours et le portail d'entrée avec un arc en plein cintre. À l'origine, il possédait 4 grosses tours;  la surface intérieure est approximativement de 5 000 mètres carrés.

### Lieux à voir
- Font de la Roca. Source et zone de acampada.
- Font de la Caravela. Source.
- Casa Pacha Mama. Casa del arte.
- La Perdiguera y Mas d'Exauli. Paraje de interés.

## Gastronomie
Parmi les plats typiques du village, notons: 
paella valenciana dans le style de Cervera, arroz con caracoles, "tombet de bou", pastissets et pâtisserie typique.